# إيفان يو
إيفان يو (2 مارس 1993 بكلنتن في ماليزيا - ) هو لاعب كرة سلة ماليزي في مركز هجوم قوي الجسم. لعب مع Kuala Lumpur Dragons ‏.

## وصلات خارجية
- إيفان يو على موقع ريلجم (الإنجليزية)